# 楕円函数
数学の一分野、複素解析における楕円函数（だえんかんすう、英: elliptic function）は、二方向に周期を持つ有理型二重周期函数のことをいう。歴史的には、楕円函数は楕円積分の逆函数として、ニールス・アーベルによって発見された（楕円積分は楕円の周長を求める問題に関連して研究されていたものである）。

## 定義
厳密に述べれば、楕円函数とはガウス平面 C 上で定義される有理型函数 f であって、比 a/b が実とはならない二つの複素数 a, b が存在して、f(z) が定義される限り全ての z に関して
{\displaystyle f(z+a)=f(z+b)=f(z)}
が成り立つものをいう。ここからさらに、任意の整数 m, n に対して
{\displaystyle f(z+ma+nb)=f(z)}
が成り立つことも従う。
「標準的」('canonical') な楕円函数の構成法はヤコビによるものとワイエルシュトラスによるものとの二種類が知られており、楕円函数論の現代的な本では、多くがワイエルシュトラス流である。ワイエルシュトラスの楕円函数の概念は便利であり、それを用いて任意の楕円函数を扱うことができるが、その一方で実用上、特に実函数を扱っていて虚部が不要あるいは物理的に重要でないというような場合に複素数の使用を避ける必要があるときなどは、ヤコビの楕円函数が最もよく現れる。ワイエルシュトラスが楕円函数に関心を持つようになったのは、ガウスの弟子クリストフ・グーデルマンに師事したころである。
ヤコビによるヤコビの楕円函数（と、これは二重周期函数ではないが補助的に用いられるテータ函数）はワイエルシュトラスによるものと比べて複雑だが、歴史的にも一般論においても重要な函数である。二つの理論の一番の違いは、ワイエルシュトラスの楕円函数がその周期の成す格子群の格子点に二位あるいはもっと高位の極を持つのに対し、ヤコビの楕円函数は一位の極しかもたないことである。ワイエルシュトラスの方はより簡明なので、記述面でも理解の面でも理論を展開しやすい。
もっと一般に、楕円函数の研究はモジュラー函数とモジュラー形式の研究と近しい関係にあり、又その関係性はモジュラー性定理によって明らかにされた。そういった関係性には、たとえば j-不変量やアイゼンシュタイン級数あるいはデテキントのイータ函数などが含まれる。

## 性質
- 一般に複素函数 f の周期とは任意の z ∈ C に対して f(z + ω) = f(z) を満たす複素数 ω の総称である。f の二つの周期 a, b が存在して、f の任意の周期 ω が整数 m, n を用いて ω = ma + nb の形に書けるとき、a および b を f の基本周期 (fundamental periods) という。任意の楕円函数は周期の基本対を必ず持つが、それは一意的には定まらない（後述）。
- a および b を楕円函数の基本周期として格子を描くとき、それとまったく同じ格子が ps − qr = 1 を満たす整数 p, q, r, s を用いて a′ = pa + qb, b′ = ra + sb とした周期 a′ および b′ によっても得られる。言葉を替えれば、a, b が楕円函数の基本周期ならば a′, b′ も同じ楕円函数の基本周期となる。また、係数に関する条件は行列{\displaystyle {\begin{pmatrix}p&q\\r&s\end{pmatrix}}} の行列式が 1 であるということであり、したがってこの行列がモジュラー変換群に属するということである。
- a および b が基本周期ならば、ガウス平面上の任意の点 z に対して z, z + a, z + b, z + a + b を頂点とする平行四辺形は、その楕円函数の基本平行四辺形 (fundamental parallelogram) あるいは基本領域 (fundamental region) と呼ばれる。基本平行四辺形を a および b のそれぞれ整数倍だけ平行移動すれば、そこでも同じ平行四辺形の複製が得られるが、楕円函数 f はその周期性により、そうして得られるどの平行四辺形のうえでも、もとの平行四辺形での函数の挙動とまったく同じ挙動を示す。
- 楕円函数の基本領域に含まれる極の総数は有限である（もちろんどの基本領域においても同じ数だけ含まれる）。楕円函数が定数函数でない限り、任意の基本領域には少なくともひとつの極が含まれるが、それはリウヴィルの定理の帰結である。
- 基本領域に属する極の位数の和を、その楕円函数の位数 (order) と呼ぶ。また、基本領域に属するすべての極における留数の合計は 0 に等しく、それゆえ特に位数 1 の楕円函数が存在しないことなどがわかる。
- 基本領域に属する零点の総数は重複度まで込めれば楕円函数の位数に等しい。
- 適当な二つの周期を共有する楕円函数の全体は体を成す。
- 楕円函数の導函数は再び楕円函数であり、もとの楕円函数と同じ周期を持つ。
- ヴァイエルシュトラスの楕円函数 ℘ は楕円函数の原型的な例であり、実は与えられた格子に関する楕円函数全体の成す体は ℘ およびその導函数 ℘′ によって生成される。